# Die Frau auf der Brücke
Die Frau auf der Brücke (Originaltitel: La fille sur le pont) ist ein französischer Spielfilm von Patrice Leconte aus dem Jahr 1999.

## Handlung
Adèle ist eine junge Frau, die noch nie Glück in der Liebe hatte. Als sie eines Nachts von einer Brücke springen will, wird sie von Gabor angesprochen. Er ist von Beruf Messerwerfer und bietet ihr an, als seine Partnerin zu arbeiten, statt ihr Leben wegzuwerfen. Sie jedoch springt; Gabor springt ihr nach und rettet sie. Sie nimmt nun sein Angebot an und fängt an, das Leben an Gabors Seite zu genießen. Gemeinsam treten sie auf, besuchen quer durch Europa Casinos und sind stets vom Glück begleitet – auch bei Gabors „blinden“ Messerwürfen: Adèle ist hinter einem Vorhang verborgen, wenn Gabor seine Messer wirft.
Adèle trifft einen jungen Griechen, der sich vor kurzem verheiratet hat, verlässt Gabor und flieht mit dem jungen Griechen in einem Rettungsboot von einem Kreuzfahrtschiff, auf dem sie mit Gabor gebucht war. Gabor verletzt bei einem Auftritt seine neue Partnerin und strandet in Istanbul. Dort wird er von einem Lastwagen verletzt, als er glaubt, Adèle zu sehen. Nach seiner Entlassung aus dem Krankenhaus beschließt er, seinem Leben ein Ende zu setzen und will von einer Brücke springen. Eine junge Frau spricht ihn an: es ist Adèle, die die gleichen Worte gebraucht wie er Monate zuvor. 

## Kritiken
„Eine zeitlose, formal meisterhafte Liebesgeschichte mit beeindruckenden Hauptdarstellern, die aber zu sehr den großen Vorbildern des französischen Melodrams huldigt und dabei zu keiner eigenständigen Form und Handlung findet“, urteilte das Lexikon des internationalen Films. Prisma lobte die „bemerkenswerten Schwarz-Weiß-Bild[er]“, bemängelte jedoch, dass „[t]rotz imposanter Prämisse […] leider viele Momente derart in die Länge gezogen [sind], dass schnell ein Gähn-Effekt eintritt“.

## Auszeichnungen
- 1999: Publikumspreis beim Festival Cinemania de Montréal
- 1999: Don Quijote Award – Special Mention beim Internationalen Filmfestival Karlovy Vary
- 2000: César in der Kategorie Bester Hauptdarsteller – Daniel Auteuil
- 2000: Las Vegas Film Critics Society Award in der Kategorie Bester ausländischer Film